# بغدادی (اراک)
بغدادی (اراک)، روستایی از توابع بخش مرکزی شهرستان اراک در استان مرکزی ایران است.

## جمعیت
این روستا در دهستان معصومیه قرار دارد و براساس سرشماری مرکز آمار ایران در سال ۱۳۸۵، جمعیت آن ۱۵۲ نفر (۴۸خانوار) بوده‌است.